# ملا عبدالقادر زاهدی
ملا عبدالقادر زاهدی (۱۲۷۹ آب باره-۱۳۸۴سقز) امام جمعه سقز و نماینده مردم استان کردستان در دوره سوم مجلس خبرگان رهبری بود.

## زندگینامه
ملا عبدالقادر زاهدی در سال ۱۲۷۹ هجري شمسي در روستاي آب‌باره نزدیک به دیواندره به دنیا آمد و تحصيل و فراگيري قرآن را از روستاي آیچی از توابع سقز آغاز نمود و سپس در حجره هاي چند روستاي سقز و روستاي بالك از توابع مريوان به كسب علوم ديني نزد علماي نامدار آن زمان پرداخت.
او اجازه اجتهاد و فتوا را از علامه ملا باقر بالك دريافت نمود و به خاطر علاقه به زادگاهش به آنجا بازگشت و مدت ۲۰ سال امام جماعت روستاي آب‌باره بود.
او از سال ۱۳۷۶ به سمت امام جمعه شهر سقز منصوب شد و با آراء مردم نماينده استان کردستان در دوره سوم مجلس خبرگان رهبری شد.
عبدالقادر زاهدی اواخر عمر خود را به علت ابتلا به بيماري سرطان معده در بستر بيماري بسر برد و در سال ۱۳۸۴ درگذشت.

## تحصیلات
او موفق به دریافت اجازه نامه افتا و تدریس از شیخ علاء الدّین مرشد طریقه نقشبندیه و سرپرست حوزه علمیّه بیاره واقع در خاک کردستان عراق شد و اساتیدش عبارت بودند از ملّا احمد افشارى، ملّا عصام الدّین ماجدى، شیخ حسین رضوان، ملّا على ربّانى، شیخ ملّا کامل نقشبندى، ملّا محمد ملّا داوود و ملّا باقر بالک.

## جستار ویژه
- فهرست نمایندگان دوره سوم مجلس خبرگان رهبری